# Andreaea
Andreaea (Klaffmoose) ist eine Laubmoos-Gattung aus der Familie Andreaeaceae. Benannt ist sie nach Johann Gerhard Reinhard Andreae (1724 bis 1793), einem Apotheker  und Naturforscher aus Hannover.

## Merkmale
Die Klaffmoose sind kissenförmig wachsende, rötliche, dunkelbraune oder schwärzliche, kleine bis mittelgroße Moose mit kurzen, aufrechten, einfachen oder wenig verzweigten Stämmchen. Die eiförmigen oder lanzettlichen Blätter sind allmählich oder plötzlich zugespitzt und haben eine einfache oder keine Blattrippe. Im unteren Stämmchenabschnitt sind die Blättchen klein und fallen bald ab. Die Blattzellen sind am Blattgrund oft verlängert und buchtig, im oberen Blattteil quadratisch bis rundlich und dickwandig, glatt oder papillös. Die Sporenkapsel wird von der Moospflanze mit dem Pseudopodium emporgehoben, sie besitzt kein Peristom und keinen Deckel, ist braunrot bis schwarz, eilänglich, deutlich gespitzt und öffnet sich mit meist 4 Längsrissen.  Die Antheridien und Archegonien befinden sich an verschiedenen Ästen derselben Pflanze (autözisch), selten auch diözisch (Zweihäusigkeit), hier befinden sich die Archegonien und Antheridien auf verschiedenen Pflanzen.

## Vorkommen
Die Klaffmoose sind in arktischen, antarktischen (siehe: Andreaea-Plateau) und montanen Bereichen verbreitet, schwerpunktmäßig auf der Südhalbkugel. Sie sind kalkmeidend und wachsen auf Silikatgestein oder auf sandigen Böden.

## Arten
Die Gattung Andreaea ist die größte Gattung innerhalb ihrer Familie Andreaeaceae mit weltweit rund 90 Arten, davon 10 in Europa.
Nachfolgend eine Auswahl von in Europa vorkommenden Arten:
- Andreaea crassinervia
- Andreaea heinemannii
- Andreaea nivalis
- Andreaea rothii
- Andreaea rupestris